# Nueva Loja
Nueva Loja, también conocida como Lago Agrio, es una ciudad ecuatoriana; cabecera cantonal del Cantón Lago Agrio y capital de la Provincia de Sucumbíos, así como la urbe más grande y poblada de la misma. Se localiza al norte de la Región amazónica del Ecuador, en una extensa planicie, en la orilla izquierda del río Aguarico, a una altitud de 297 m s. n. m. y con un clima lluvioso tropical de 24,1 °C en promedio.
Es llamada "La capital petrolera del Ecuador" por su importante producción petrolera, pilar de la economía ecuatoriana. En el censo de 2022 tenía una población de 55.627 habitantes, lo que la convierte en la vigésima séptima ciudad más poblada del país, y la más poblada de la Amazonía ecuatoriana. La ciudad es el núcleo del área metropolitana de Nueva Loja, la cual está constituida además por ciudades y parroquias rurales cercanas. El conglomerado alberga a más de 80.000 habitantes, y ocupa la primera posición entre las conurbaciones de la región amazónica.
Sus orígenes datan de mediados del siglo XX, debido al descubrimiento de yacimientos petroleros en la zona. Desde su fundación, la urbe ha presentado un acelerado crecimiento demográfico hasta establecer un poblado urbano, que sería posteriormente, el principal núcleo urbano de la Región amazónica del Ecuador. Es uno de los más importantes centros administrativos, económicos, financieros y comerciales de la Amazonía. Las actividades principales de la ciudad son la industria petrolera, el comercio, la ganadería y la agricultura.

## Toponimia
El nombre de Nueva Loja hace honor a la tierra de origen de los primeros colonizadores ecuatorianos del sitio: la provincia de Loja. A pesar de ser formalmente Nueva Loja el nombre del núcleo urbano y Lago Agrio el nombre del cantón del que Nueva Loja es cabecera, el nombre Lago Agrio también se aplica comúnmente a la cabecera cantonal. Esta denominación es un calco del inglés Sour Lake, aplicado por los trabajadores de Texaco a esta área de exploración y explotación petrolera, aunque su origen es materia de debate: podría ser una variante burlesca del nombre previo Source Lake ("lago manantial") por la inclemencia de la región, o un homenaje a los campos petroleros de Sour Lake en Texas, cuna de Texaco.

## Historia
A mediados del siglo XX, habitaban el lugar tan solo algunos misioneros, caucheros e indígenas. En la década de los 60, se descubrió petróleo en los suelos del sector, por lo que empezó a llegar gente y se fundó un campamento, que se pobló rápidamente. Gracias a los pozos petroleros, se formó un poblado, y en ese entonces, llegaron colonos, liderados por Jorge Enrique Añazco Castillo, provenientes de la provincia de Loja.
El poblado fue creciendo aceleradamente sin ninguna clase de planificación, tan solo se fundó la Pre-Cooperativa Agrícola y la Junta Promejoras. Donde hoy se levanta el Parque Central, existía una loma, un grupo de hombres la convirtieron en la primera cancha de fútbol de la ciudad.
Los colonos mantuvieron una relación discrepante con el Instituto Ecuatoriano de Reforma Agraria y Colonización (IERAC), porque esta institución no quería que se levante el pueblo en este lugar, pues querían reubicarlos al otro lado del río Aguarico, pero esta propuesta fue rechazada; incluso, tiempo después un campamento que había hecho el IERAC en dicho sitio fue inundado por un desbordamiento del Aguarico. Después de eso el IERAC se asentó en donde actualmente está el estadio "Carlos Vernaza", pero los colonos, encabezados por Carlos Vernaza los desalojaron.
En 1971, se fundó la primera escuela de la ciudad, la "Escuela Lago Agrio", de esta manera aumentó la población del lugar, fundándose la ciudad de "Nueva Loja" legalmente el 5 de mayo de 1971. Más tarde se fundó el "Colegio Nacional Napo". A partir de entonces, Nueva Loja ha sido una de las ciudades con mayor crecimiento poblacional del país, llegando a ser en medio siglo de historia, la ciudad más grande y poblada de la Región Amazónica del Ecuador y una de las 25 más pobladas del país.

## Geografía
Se encuentra en la Región Amazónica del Ecuador, en el centro de la provincia de Sucumbíos; aproximadamente a 7 horas de Quito. Se encuentra a 297 m. sobre el nivel del mar. La temperatura promedio es de unos 25 °C con fuertes precipitaciones a lo largo del año con una media anual de 1998,45 mm, posee una humedad relativa alta situada entre el 77% al 85%.   
La ciudad de Nueva Loja se encuentra ubicada en una zona llamada "Mar de pequeñas colinas" lo que explica la presencia de muchas colinas en sus alrededores. Posee una hidrografía muy extensa por la gran cantidad de ríos, de los cuales los más importantes son: El río Aguarico, y el río San Miguel; importante río por ser la frontera entre Ecuador y Colombia.

### Clima
De acuerdo con la clasificación climática de Köppen, Nueva Loja experimenta un clima ecuatorial lluvioso (Af), el cual se caracteriza por las temperaturas altas y constantes lluvias durante todo el año. Debido a que las estaciones del año no son sensibles en la zona ecuatorial, tiene exclusivamente dos estaciones: un cálido invierno, que va de octubre a abril, y un "verano" ligeramente más fresco, entre mayo y septiembre. 
Su temperatura promedio anual es de 24,1 °C; con un promedio de 24,8 °C, febrero es el mes más cálido, mientras julio es el mes más frío, con 22,8 °C en promedio. Es un clima isotérmico por sus constantes precipitaciones durante todo el año (amplitud térmica anual inferior a 3 °C entre el mes más frío y el más cálido), si bien la temperatura real no es extremadamente alta, la humedad hace que la sensación térmica se eleve hacia los 35 °C o más. En cuanto a la precipitación, goza de lluvias abundantes y regulares siempre superiores a 3300 mm por año; hay una diferencia de apenas 171 mm de precipitación entre los meses más secos y los más húmedos; abril (20 días) tiene los días más lluviosos por mes en promedio, mientras la menor cantidad de días lluviosos se mide en febrero (15 días). La humedad relativa también es constante, con un promedio anual de 88,9%. 
| Parámetros climáticos promedio de Nueva Loja, Ecuador | Parámetros climáticos promedio de Nueva Loja, Ecuador | Parámetros climáticos promedio de Nueva Loja, Ecuador | Parámetros climáticos promedio de Nueva Loja, Ecuador | Parámetros climáticos promedio de Nueva Loja, Ecuador | Parámetros climáticos promedio de Nueva Loja, Ecuador | Parámetros climáticos promedio de Nueva Loja, Ecuador | Parámetros climáticos promedio de Nueva Loja, Ecuador | Parámetros climáticos promedio de Nueva Loja, Ecuador | Parámetros climáticos promedio de Nueva Loja, Ecuador | Parámetros climáticos promedio de Nueva Loja, Ecuador | Parámetros climáticos promedio de Nueva Loja, Ecuador | Parámetros climáticos promedio de Nueva Loja, Ecuador | Parámetros climáticos promedio de Nueva Loja, Ecuador |
| Mes                                                   | Ene.                                                  | Feb.                                                  | Mar.                                                  | Abr.                                                  | May.                                                  | Jun.                                                  | Jul.                                                  | Ago.                                                  | Sep.                                                  | Oct.                                                  | Nov.                                                  | Dic.                                                  | Anual                                                 |
| ----------------------------------------------------- | ----------------------------------------------------- | ----------------------------------------------------- | ----------------------------------------------------- | ----------------------------------------------------- | ----------------------------------------------------- | ----------------------------------------------------- | ----------------------------------------------------- | ----------------------------------------------------- | ----------------------------------------------------- | ----------------------------------------------------- | ----------------------------------------------------- | ----------------------------------------------------- | ----------------------------------------------------- |
| Temp. máx. media (°C)                                 | 29.0                                                  | 29.2                                                  | 28.7                                                  | 28.6                                                  | 27.9                                                  | 26.6                                                  | 26.5                                                  | 28.0                                                  | 28.9                                                  | 29.0                                                  | 28.6                                                  | 28.8                                                  | 28.3                                                  |
| Temp. media (°C)                                      | 24.7                                                  | 24.8                                                  | 24.5                                                  | 24.3                                                  | 23.9                                                  | 23.0                                                  | 22.8                                                  | 23.6                                                  | 24.3                                                  | 24.5                                                  | 24.5                                                  | 24.5                                                  | 24.1                                                  |
| Temp. mín. media (°C)                                 | 21.6                                                  | 21.7                                                  | 21.7                                                  | 21.6                                                  | 21.4                                                  | 20.7                                                  | 20.4                                                  | 20.6                                                  | 21.0                                                  | 21.5                                                  | 21.7                                                  | 21.6                                                  | 21.3                                                  |
| Precipitación total (mm)                              | 192                                                   | 230                                                   | 342                                                   | 363                                                   | 342                                                   | 346                                                   | 298                                                   | 229                                                   | 212                                                   | 242                                                   | 276                                                   | 249                                                   | 3321                                                  |
| Días de precipitaciones (≥ 1.0 mm)                    | 15                                                    | 15                                                    | 19                                                    | 20                                                    | 19                                                    | 19                                                    | 18                                                    | 17                                                    | 16                                                    | 18                                                    | 19                                                    | 18                                                    | 213                                                   |
| Horas de sol                                          | 257.3                                                 | 229.6                                                 | 232.5                                                 | 216                                                   | 213.9                                                 | 189                                                   | 210.8                                                 | 244.9                                                 | 240                                                   | 238.7                                                 | 216                                                   | 238.7                                                 | 2727.4                                                |
| Humedad relativa (%)                                  | 85                                                    | 85                                                    | 89                                                    | 90                                                    | 90                                                    | 92                                                    | 91                                                    | 89                                                    | 88                                                    | 89                                                    | 90                                                    | 89                                                    | 88.9                                                  |
| Fuente: Climate-data.org                              |                                                       |                                                       |                                                       |                                                       |                                                       |                                                       |                                                       |                                                       |                                                       |                                                       |                                                       |                                                       |                                                       |

## Política

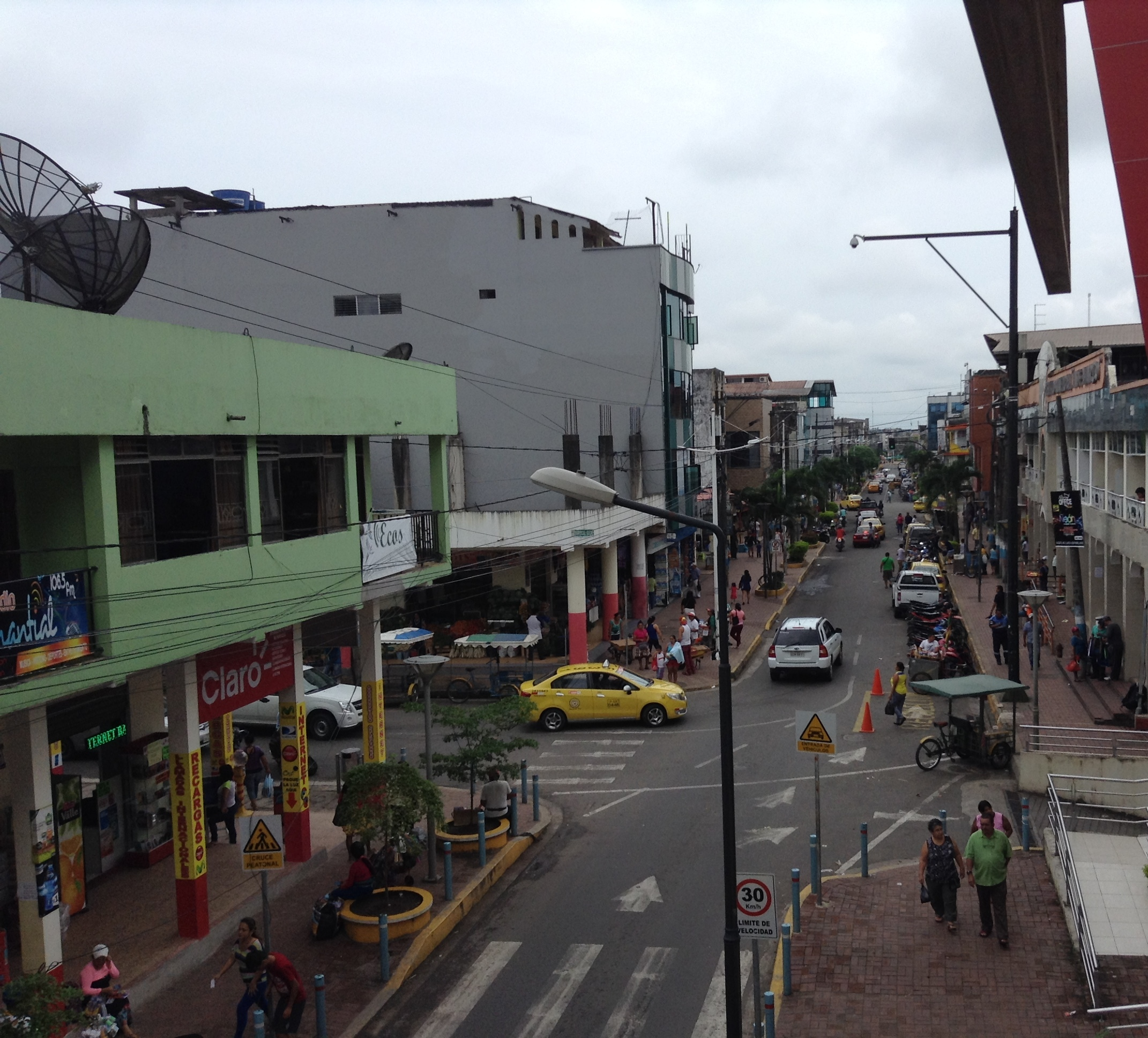
Barrio Central "9 de octubre".

Territorialmente, la ciudad de Nueva Loja está organizada en una sola parroquia urbana, mientras que existen 7 parroquias rurales con las que complementa el aérea total del Cantón Lago Agrio. El término "parroquia" es usado en el Ecuador para referirse a territorios dentro de la división administrativa municipal.
La ciudad de Nueva Loja y el cantón Lago Agrio, al igual que las demás localidades ecuatorianas, se rige por una municipalidad según lo previsto en la Constitución de la República. El Gobierno Autónomo Descentralizado Municipal de Lago Agrio, es una entidad de gobierno seccional que administra el cantón de forma autónoma al gobierno central. La municipalidad está organizada por la separación de poderes de carácter ejecutivo representado por el alcalde, y otro de carácter legislativo conformado por los miembros del concejo cantonal.
La ciudad de Nueva Loja es la capital de la provincia de Sucumbíos, por lo cual es sede de la Gobernación y de la Prefectura de la provincia. La Gobernación está dirigida por un ciudadano con título de Gobernador de Sucumbíos y es elegido por designación del propio Presidente de la República como representante del poder ejecutivo del estado. La Prefectura, algunas veces denominada como Gobierno Provincial, está dirigida por un ciudadano con título de Prefecto Provincial de Sucumbíos y es elegido por sufragio directo en fórmula única junto al candidato viceprefecto. Las funciones del Gobernador son en su mayoría de carácter representativo del Presidente de la República, mientras que las funciones del Prefecto están orientadas al mantenimiento y creación de infraestructura vial, turística, educativa, entre otras.
La Municipalidad de Lago Agrio, se rige principalmente sobre la base de lo estipulado en los artículos 253 y 264 de la Constitución Política de la República y en la Ley de Régimen Municipal en sus artículos 1 y 16, que establece la autonomía funcional, económica y administrativa de la Entidad.

### Alcaldía
El poder ejecutivo de la ciudad es desempeñado por un ciudadano con título de Alcalde del Cantón Lago Agrio, el cual es elegido por sufragio directo en una sola vuelta electoral, sin fórmulas o binomios en las elecciones municipales. El vicealcalde no es elegido de la misma manera, ya que una vez instalado el Concejo Cantonal se elegirá entre los ediles un encargado para aquel cargo. El alcalde y el vicealcalde duran cuatro años en sus funciones, y en el caso del alcalde, tiene la opción de reelección inmediata o sucesiva. El alcalde es el máximo representante de la municipalidad y tiene voto dirimente en el concejo cantonal, mientras que el vicealcalde realiza las funciones del alcalde de modo suplente mientras no pueda ejercer sus funciones el alcalde titular.
El alcalde cuenta con su propio gabinete de administración municipal mediante múltiples direcciones de nivel de asesoría, de apoyo y operativo. Los encargados de aquellas direcciones municipales son designados por el propio alcalde. Actualmente, el alcalde de Lago Agrio es Abraham Freire Paz, reelegido para el periodo 2023 - 2027.

### Concejo cantonal
El poder legislativo de la ciudad es ejercido por el Concejo Cantonal de Lago Agrio el cual es un pequeño parlamento unicameral que se constituye al igual que en los demás cantones mediante la disposición del artículo 253 de la Constitución Política Nacional. De acuerdo a lo establecido en la ley, la cantidad de miembros del concejo representa proporcionalmente a la población del cantón.
Lago Agrio posee 7 concejales, los cuales son elegidos mediante sufragio (Sistema D'Hondt) y duran en sus funciones cuatro años pudiendo ser reelegidos indefinidamente. De los siete ediles, 4 representan a la población urbana mientras que 3 representan a las 7 parroquias rurales. El alcalde y el vicealcalde presiden el concejo en sus sesiones. Al recién instalarse el concejo cantonal por primera vez los miembros eligen de entre ellos un designado para el cargo de vicealcalde de la ciudad.

## Turismo

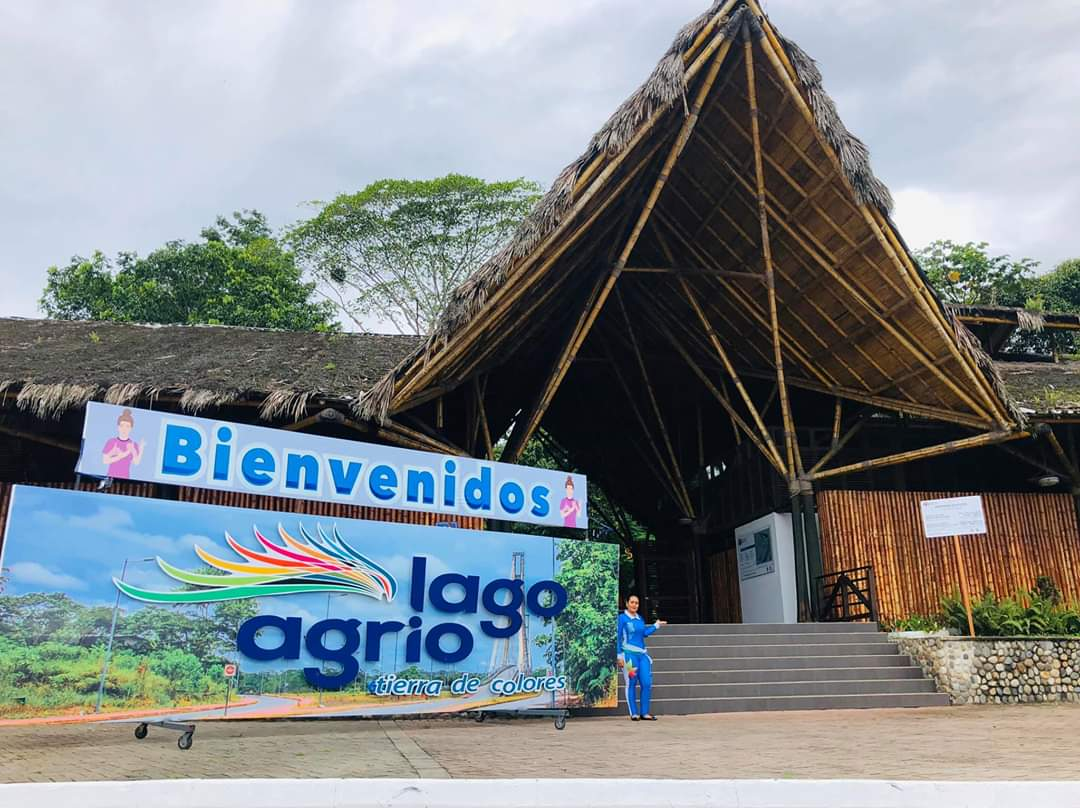
Parque Ecológico "Nueva Loja".

Nueva Loja es una ciudad que en los últimos años ha aumentado notablemente su oferta turística con especial énfasis en las actividades ecológicas. Es un importante destino turístico en la región debido a varios lugares de entretenimiento entre ellos:
- El Parque Ecológico Recreativo “Lago Agrio” (PERLA): Fue remodelado recientemente por el municipio, es el ícono turístico de la ciudad porque en su interior está la laguna "Lago Agrio" de 2000 metros de largo, 3000 de ancho y 5 de profundidad. Aquí se puede disfrutar de un ambiente selvático con una rica flora y fauna; tiene un total de 110 hectáreas, en donde el entretenimiento se centra en el canotaje, canopy, ciclopaseo y las caminatas en los senderos ecológicos, también cuenta con juegos infantiles y canchas deportivas.[8]

- El parque ecológico Nueva Loja
- Pesca deportiva "La Sirenita"
- La Laguna Julio Marín
- El Río Aguarico
- Balneario Laguna Bay
- Parque Perla
- Parque recreativo Nueva Loja.
- varios  sitios naturales como el "Aguarico, San Miguel, Eno, Pusino, Conejo,Teteyé.

## Transporte

### Aéreo
La ciudad de Nueva Loja cuenta con un aeropuerto remodelado recientemente de una longitud de pista de 2.303 m; y un ancho de 45 m . También cuenta con un taxi way (corredor de recorrido) de 1.500 m por un ancho de 30 m, siendo esta pista la segunda más extensa de la Amazonía. En este aeropuerto operan las compañías Tame y VIP realizando vuelos diarios.

### Terrestre

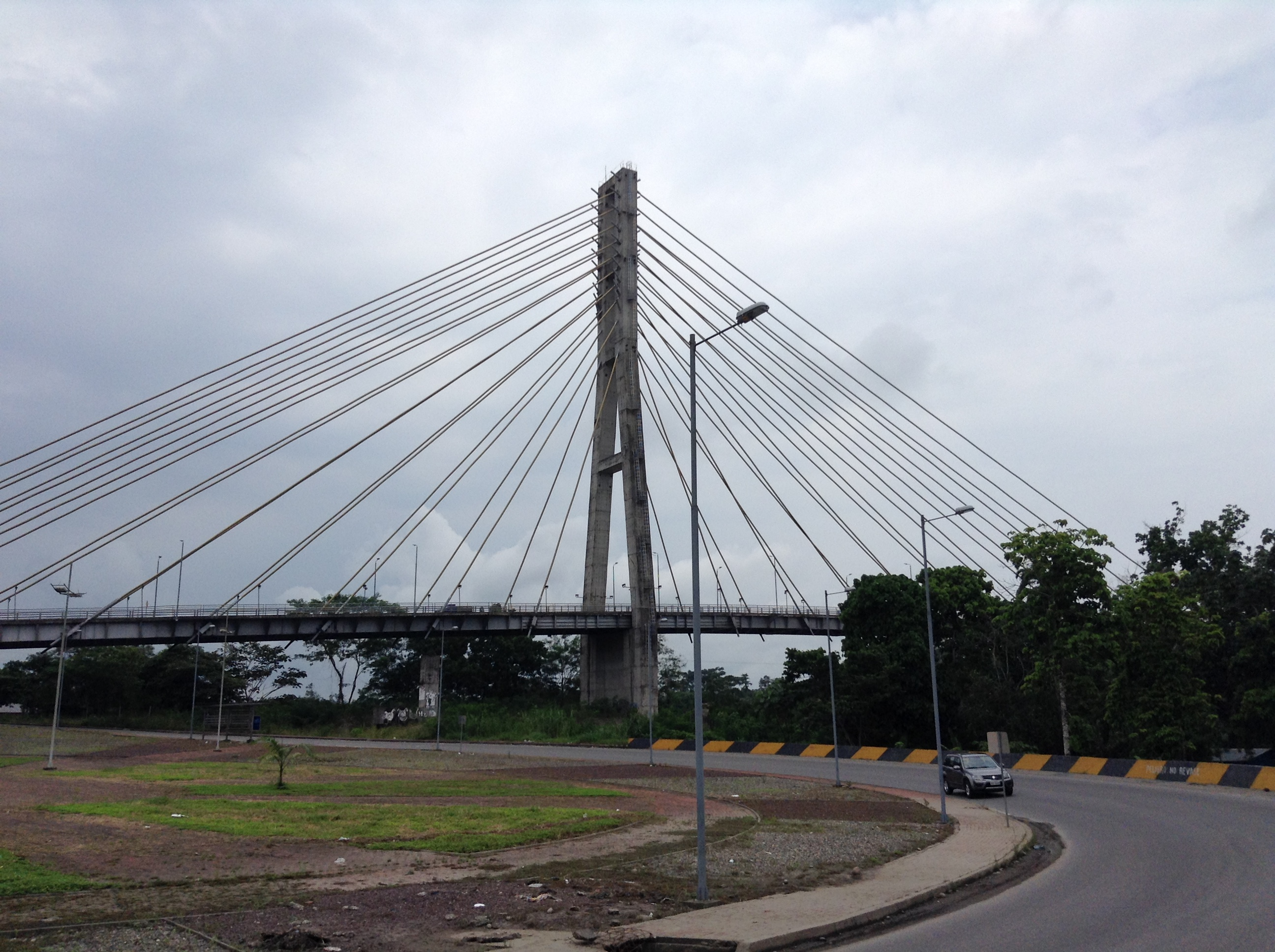
Puente del río Aguarico.

El transporte público es el principal medio transporte de los habitantes de la ciudad, tiene un servicio de bus público urbano en expansión, y es una de las pocas ciudades amazónicas que cuenta con uno. El sistema de bus no es amplio y está conformado por pocas empresas de transporte urbano. La tarifa del sistema de bus es de 0,35 USD, con descuento del 50% a grupos prioritarios (menores de edad, adultos mayores, discapacitados, entre otros). Además existen los buses interparroquiales e intercantonales para el transporte a localidades cercanas.
Gran parte de las calles de la ciudad están asfaltadas o adoquinadas, aunque algunas están desgastadas y el resto de calles son lastradas, principalmente en los barrios nuevos que se expanden en la periferia de la urbe. Posee varias vías de primer orden con señalización y en condiciones óptimas, la más relevante es la Troncal amazónica que la une entre Colombia y el resto de provincias amazónicas.

#### Avenidas importantes
- 20 de junio
- Quito
- Río Aguarico
- Colombia
- Circunvalación
- Amazonas
- Venezuela

## Demografía

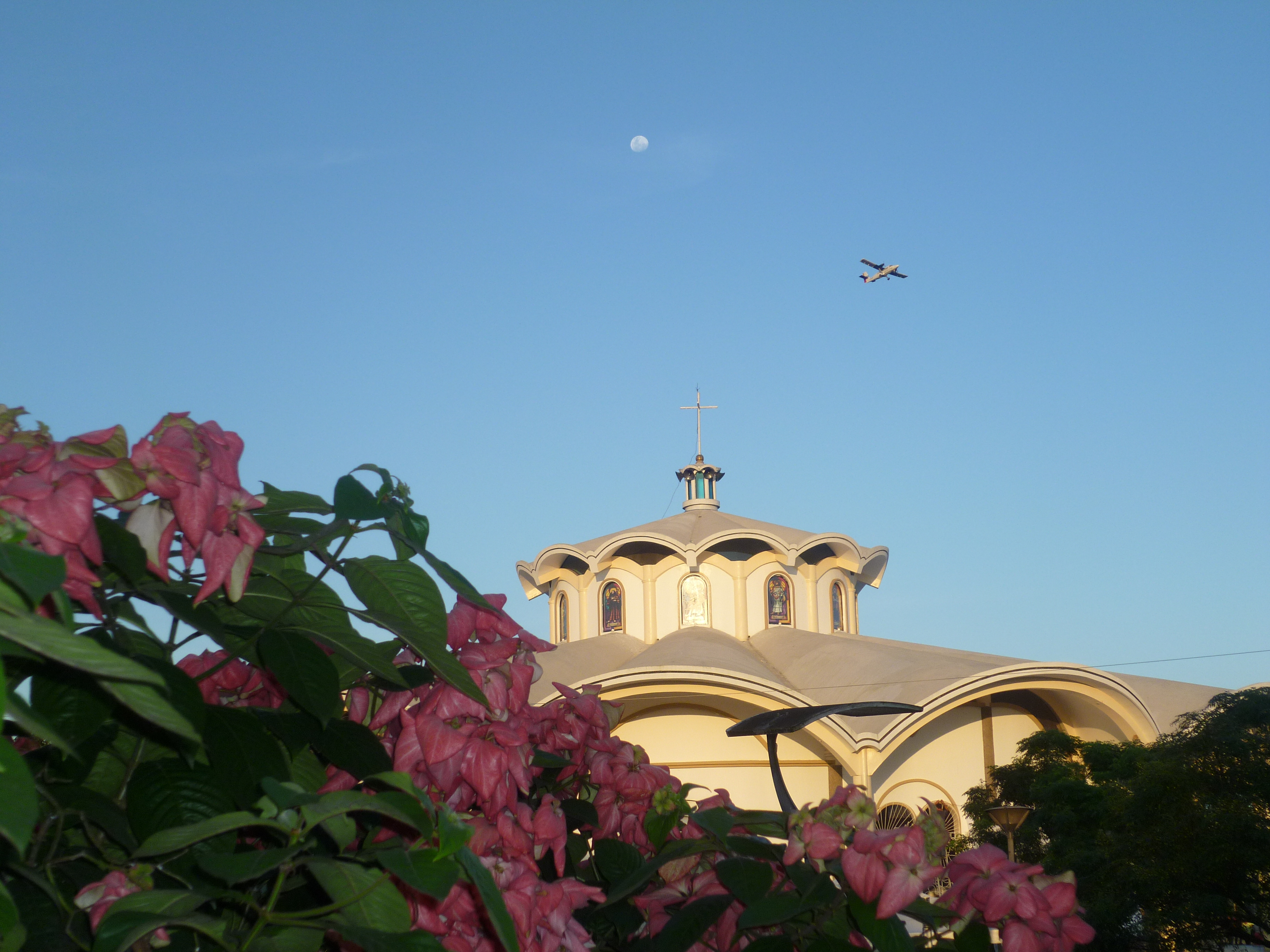
Catedral de Nueva Loja.

La ciudad en su área administrativa urbana posee 55 627 habitantes, siendo la vigésima quinta ciudad más poblada del país.

## Educación
La ciudad cuenta con buena infraestructura para la educación, tanto pública como privada. La educación pública en la ciudad, al igual que en el resto del país, es gratuita hasta la universidad (tercer nivel) de acuerdo a lo estipulado en el artículo 348 y ratificado en los artículos 356 y 357 de la Constitución Nacional. Varios de los centros educativos de la ciudad cuentan con un gran prestigio. La ciudad está dentro del régimen Sierra por lo que sus clases inician los primeros días de septiembre y luego de 200 días de clases se terminan en el mes de julio.
En la ciudad de Nueva Loja se asientan pocas universidades, destacándose la Universidad Estatal Amazónica, primera institución de educación superior en la Región Amazónica del Ecuador; que el 30 de mayo de 2016, inauguró las clases en su nueva extensión en el campus de  Nueva Loja. 
|  | Siglas | Universidad                                   |                                                          | Ciudad matriz |
|  | ------ | --------------------------------------------- | -------------------------------------------------------- | ------------- |
|  | UEA    | Universidad Estatal Amazónica                 | [[Archivo:\|20x20px\|border\|Bandera de Puyo]]           | Puyo          |
|  | UTPL   | Universidad Técnica Particular de Loja        | [[Archivo:\|20x20px\|border\|Bandera de Loja (Ecuador)]] | Loja          |
|  | UTI    | Universidad Tecnológica Indoamérica           | Bandera de Ambato                                        | Ambato        |
|  | UCSG   | Universidad Católica de Santiago de Guayaquil | Bandera de Guayaquil                                     | Guayaquil     |

## Contaminación
El área que rodea la ciudad tuvo muchos problemas ecológicos. La selva fue progresivamente devastada y la degradación medioambiental alcanzó una elevada concentración, con un grado de polución ambiental excesivo en algunas áreas, no obstante esta situación ha sido paulatinamente contrarrestada a tal punto de obtener nuevamente un lugar limpio y descontaminado además de un renovado centro de la ciudad el cual se encuentra en un proceso de "regeneración urbana" de Nueva Loja.

### Pozos Petroleros
Desde 1964 a 1990, la Compañía Texaco (propiedad hoy de Chevron) comenzó la perforación de los pozos petroleros. En ese lapso de tiempo, Ecuador pasó de ser exportador de productos agrícolas, con PIB per cápita de $300, a ser un país petrolero. Nueva Loja pasaría a transformarse considerablemente en esas 4 décadas.
Texaco no trato su agua producida (agua proveniente del interior del mismo pozo y altamente tóxica), y la acumuló en piletas pozos al aire libre, en vez de reinyectarla dentro del pozo petrolífero. Juntar el agua producida en piletas era práctica común en la industria en aquella época y no se tenía en cuenta los problemas ecológicos que acarreaba.. De acuerdo a activistas medioambientales el agua producida tiene altos contenidos de hidrocarburos aromáticos policíclicos (PAHs) (altamente cancerígenos), y es responsable de la contaminación de fuentes de agua regional. Ellos alegan que hubo un incremento del 150 % de casos de cáncer en la comunidad de la región. Chevron y sus partidarios mantienen que no hay nexo causal entre el agua producida y los casos de cáncer producidos. En 1995, en medio de litigios, Texaco acordó limpiar un número de pozo con desperdicios petroleros, en proporción a su participación en el consorcio, por unos $40 millones. A cambio el gobierno liberaba a Texaco de futuras obligaciones. Chevron usa en principio este acuerdo, como defensa a los reclamos legales en su contra. Numerosas fuentes han citado que los esfuerzos por remediar la contaminación de Texaco fueron solo arreglos cosméticos.

## Deporte

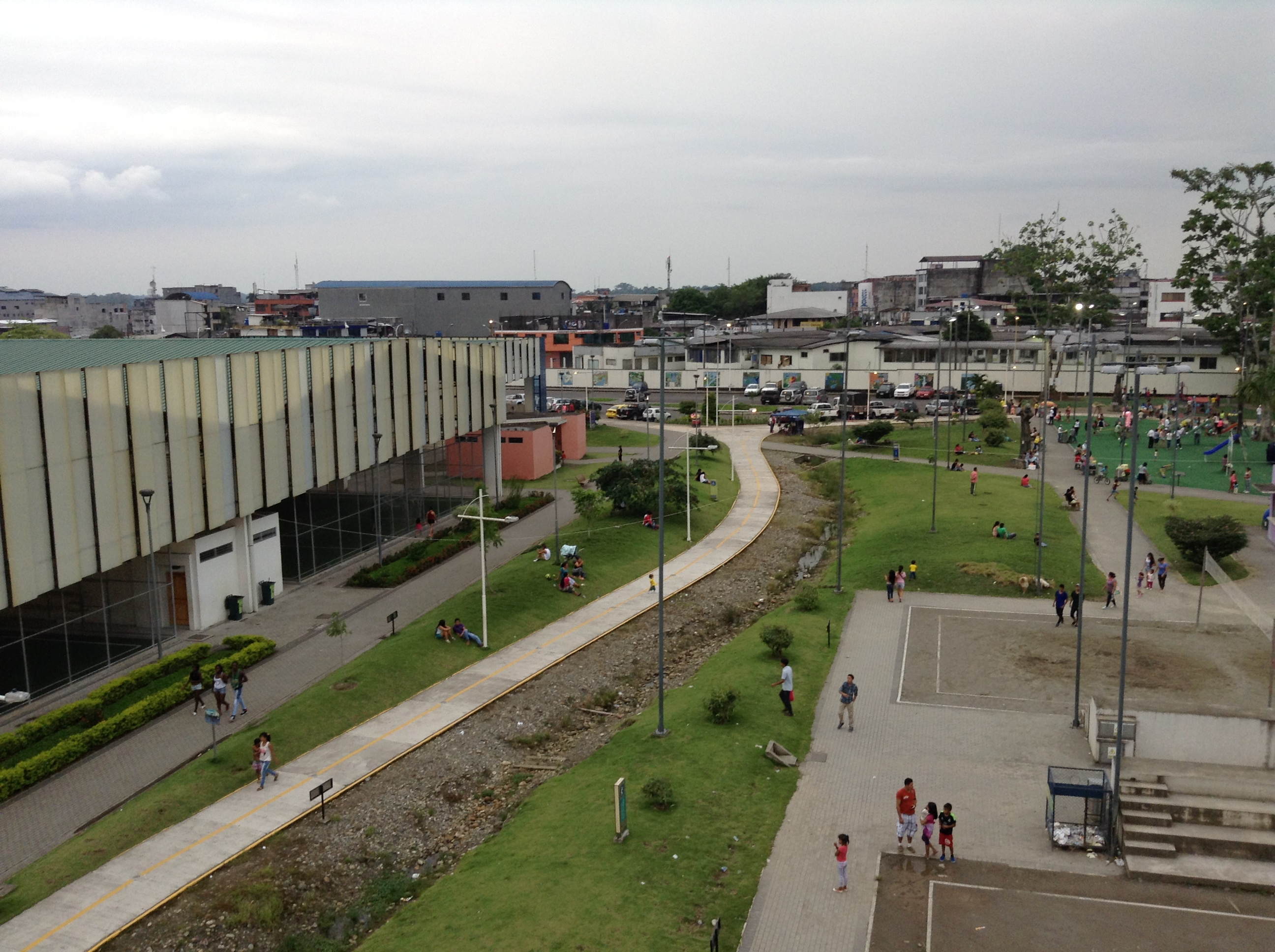
Parque Recreativo "Nueva Loja".

La Federación Deportiva de Sucumbíos es el organismo rector del deporte en toda la Provincia de Sucumbíos y por ende en Puyo se ejerce su autoridad de control. El deporte más popular en la ciudad, al igual que en todo el país, es el fútbol, siendo el deporte con mayor convocatoria. Actualmente existen 3 equipos de fútbol neolojanos activos en la Asociación de Fútbol No Amateur de Sucumbíos, que participan en el Campeonato Provincial de Segunda Categoría de Sucumbíos. Nueva Loja es la tierra de uno de los mejores futbolistas ecuatorianos de la historia: Luis Antonio Valencia, exjugador del Manchester United.
El principal recinto deportivo para la práctica del fútbol es el Estadio Carlos Vernaza. Fue inaugurado el 1 de enero de 1990 y tiene capacidad para 8.000 espectadores. Desempeña un importante papel en el fútbol local, ya que los clubes neolojanos como el Caribe Junior (primer equipo de Antonio Valencia), Chicos Malos y el Consejo Provincial hacen de locales en este escenario deportivo, además del Deportivo Oriental, que pertenece a Shushufindi. Este estadio es sede de distintos eventos deportivos a nivel local, así como es escenario para varios eventos de tipo cultural, especialmente conciertos musicales.

## Hermanada
- Iquitos